# Clausirion comptum
Clausirion comptum is een keversoort uit de familie boktorren (Cerambycidae). De wetenschappelijke naam van de soort is voor het eerst geldig gepubliceerd in 1984 door Martins & Napp.